# Stéphanie Duncan
Stéphanie Duncan, née le 5 juin 1970, est une journaliste française, animatrice de radio, travaillant à la rédaction de France Inter.

## Biographie
Après des études d’histoire (obtention d'une licence) et de sciences politiques à l'Université Panthéon-Sorbonne et de théâtre et de chant, Stéphanie Duncan fait des spectacles et des concerts et commence sa carrière à la radio sur France Inter, où elle fait des voix et travaille dans la revue de presse des « Jours du siècle » et de « 2 000 ans d’histoire » de Patrice Gélinet. Elle participe également aux fictions pour « Au fil de l’Histoire » de Patrick Liégibel.
Elle produit et anime depuis 2010 plusieurs émissions sur le service public radiophonique français, notamment depuis le 30 août 2015 l'émission Autant en emporte l'histoire, une série de fiction historique où elle centre notamment ses débats sur les femmes. Elle présente l'émission Espions, une histoire vraie diffusée tous les étés à partir de 2021.
Elle participe en 2020 à la table ronde « Les Femmes dans l'histoire » du POP meufs Festival.